# Diversidad sexual en Guayaquil

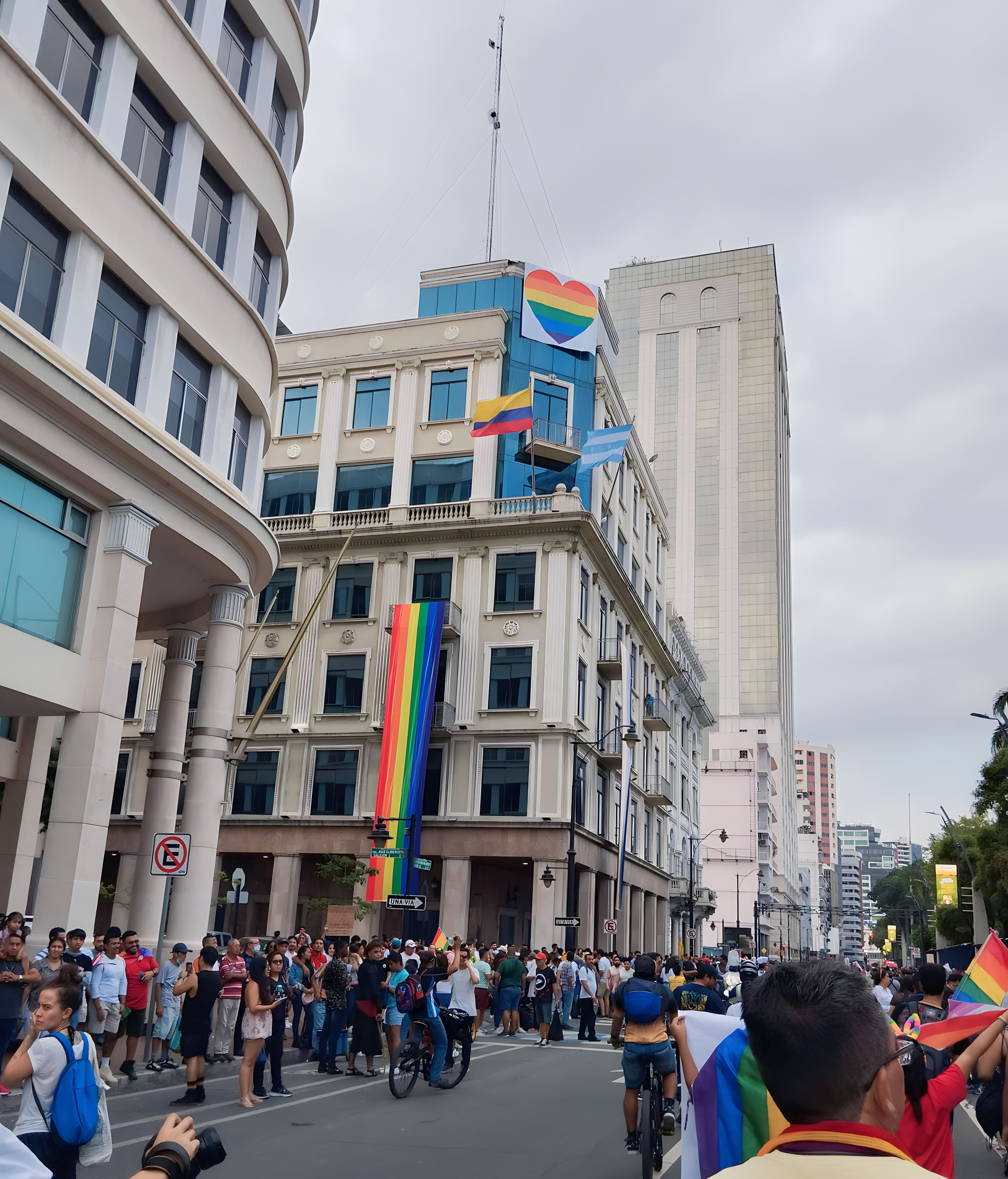
Edificio del Gobierno del Guayas adornado con banderas del orgullo LGBT, en el centro de Guayaquil.

La diversidad sexual en Guayaquil engloba las distintas manifestaciones de sexualidad y género de las poblaciones LGBT que han habitado la ciudad ecuatoriana de Guayaquil a lo largo de su historia. De acuerdo al Censo de Población y Vivienda de Ecuador de 2022, Guayaquil es la ciudad con mayor cantidad de personas abiertamente identificadas como LGBT en el país, y eventos como la Marcha del Orgullo LGBT de Guayaquil reúnen anualmente a decenas de miles de personas. La urbe cuenta con numerosos establecimientos de ocio nocturno dirigidos al público LGBT, si bien se detectan carencias en cuanto a la oferta de otras opciones turísticas y culturales enfocadas en la diversidad sexual.
La aceptación social hacia las personas LGBT se ha incrementado de forma considerable en las últimas décadas, de manera que hoy día existen protecciones legales, tanto a nivel nacional como local, que amparan a las personas de sexualidad diversa. No obstante, aún se registran actos de discriminación y, de acuerdo con una encuesta realizada por la consultora Ipsos en 2022, las personas LGBT son menos aceptadas en Guayaquil respecto a otras ciudades ecuatorianas como Quito.
Antes de la década de 1970, existía poca visibilidad de la homosexualidad en la urbe, aunque trascendieron figuras guayaquileñas de sexualidad diversa, como el poeta David Ledesma Vázquez. El retorno a la democracia coincidió con un aumento en la visibilidad de las personas LGBT, aunque esto trajo consigo un recrudecimiento de la persecución a estos colectivos por parte de las autoridades locales y nacionales. Estas políticas se hicieron particularmente palpables durante el gobierno del presidente León Febres-Cordero Ribadeneyra (1984-1988), durante el cual se generalizaron las detenciones y la violencia contra personas homosexuales, transgénero o cualquier hombre que mostrara características consideradas «afeminadas».
La despenalización de la homosexualidad en Ecuador, aprobada en 1997, redujo la discriminación contra este colectivo en la ciudad; sin embargo, la segregación persistió durante los primeros años del siglo XXI, en particular por parte de las propias autoridades municipales, que solían prohibir la entrada a espacios públicos, como el Malecón 2000, a personas LGBT bajo el pretendido argumento de «proteger la moral y las buenas costumbres». Durante esta época, activistas LGBT intentaron en reiteradas ocasiones obtener permisos para promover una marcha del orgullo en la ciudad, pero las autoridades se negaron. Sin embargo, en 2008 pudo celebrarse por fin la primera Marcha del Orgullo LGBT de Guayaquil, que desde entonces se ha constituido en un evento multitudinario.
La década de 2010 marcó un cambio en cuanto a la actitud hacia la diversidad sexual por parte de las autoridades municipales, que empezaron a prestar su apoyo a eventos LGBT y a posicionar a Guayaquil como ciudad de respeto. Desde entonces, se han cosechado importantes conquistas de derechos para las poblaciones de la diversidad sexual en la ciudad, como la aprobación en 2017 de una ordenanza para prohibir todo tipo de discriminación basada en razones de género o la celebración, a partir de 2019, de los primeros matrimonios entre personas del mismo sexo.
Además de la marcha del orgullo, en la actualidad Guayaquil es escenario de distintos eventos anuales centrados en las poblaciones sexualmente diversas, como el Festival Internacional de Cine LGBT El Lugar Sin Límites y la Marcha Nacional Trans. Organizaciones LGBT como la Asociación Silueta X, la Alianza Igualitaria, Mujer & Mujer y la Casa de las Muñecas tienen su sede principal en la ciudad, que además alberga escenificaciones permanentes de arte drag local.

## Historia

### Antes delsigloXX
Gracias a los registros conservados en el Archivo Nacional del Ecuador, se conoce de un caso de sodomía en Guayaquil que fue juzgado por la Real Audiencia de Quito antes de que Ecuador alcanzara la independencia de España. El hecho ocurrió en 1779 y fue llevado a un juez de la audiencia por el fiscal Juan José de Villalengua, quien acusó a un hombre llamado Pascual Cárdenas de «crimen nefando». Cárdenas, quien era originario de Cuzco, había sido expulsado tiempo atrás de Lima luego de recibir acusaciones de tener «mala conducta» y «perversas inclinaciones». De acuerdo a la acusación, el «crimen nefando» habría involucrado además a Francisco de Ugarte, antiguo gobernador de Guayaquil.

### SigloXX
Los años anteriores al retorno a la democracia (1978) se caracterizaron por la poca visibilidad de las personas LGBT en la ciudad. No obstante, algunos guayaquileños de quienes era conocida su homosexualidad han trascendido hasta nuestros días. Entre ellos estuvo el poeta David Ledesma Vásquez (1934-1961), quien debido a su orientación sexual fue internado por su padre durante seis meses en una clínica en Lima donde le practicaron terapia de conversión. Ledesma terminó suicidándose a los 27 años de edad. Del grupo poético de Ledesma también era homosexual el escritor Carlos Benavides Vega, así como el periodista y dramaturgo José Guerra Castillo, con quien Ledesma colaboró en algunas producciones teatrales. Otras figuras guayaquileñas homosexuales de los años 1950 fueron los políticos Jorge Maldonado Renella y Enrique Arbuiza.
Durante la década de 1960, las autoridades militares iniciaron una campaña de «moralización» social con la que se persiguió, entre otras personas, a chicas travestis y hombres gais con características consideradas femeninas. Los detenidos luego eran acusados de algún delito falso y encarcelados en la Penitenciaría del Litoral o en el batallón de Infantería Quinto Guayas, donde a veces resultaban asaltados o violados por los otros reclusos.

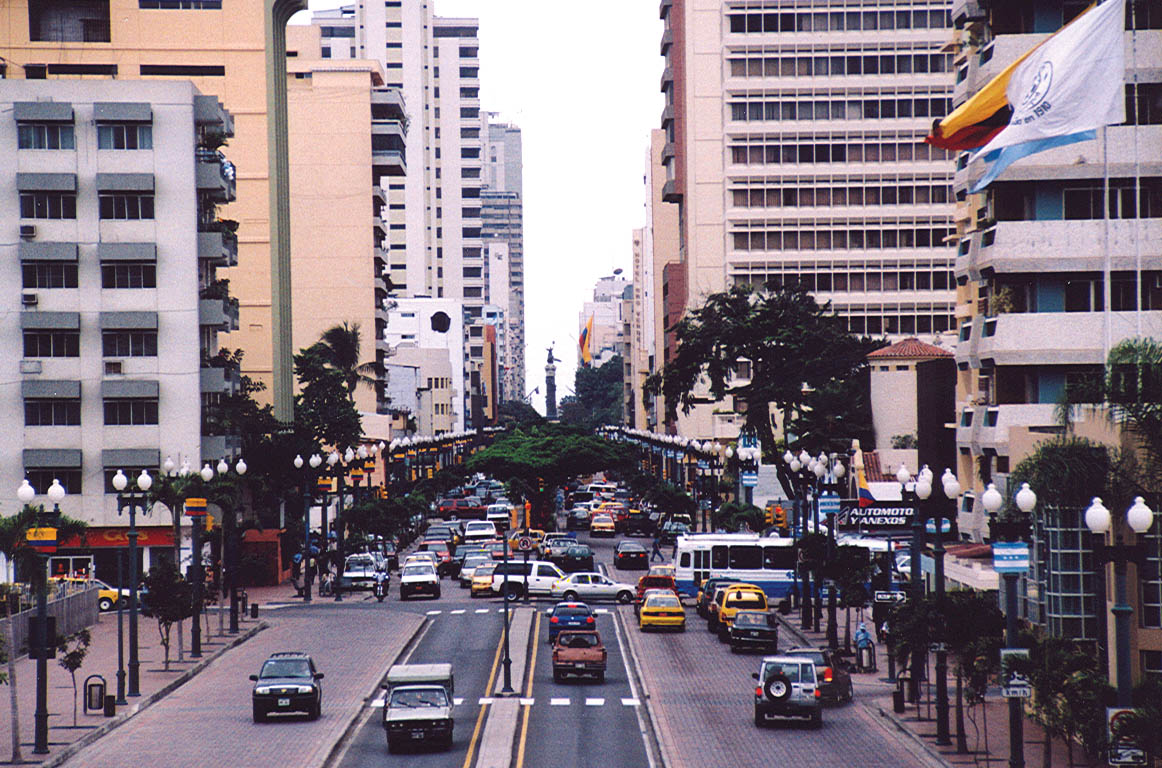
La Avenida Nueve de Octubre fue tradicionalmente usada como un lugar de encuentro entre personas LGBT.

La época del retorno a la democracia vino acompañada de un aumento en la visibilidad de las personas LGBT en el país, la misma que tuvo como causa, entre otras razones, el impacto de eventos internacionales como los Disturbios de Stonewall y las migraciones a las grandes urbes como consecuencia del boom petrolero. Debido a ello, personas LGBT de diferentes provincias empezaron a migrar a Quito y Guayaquil. En este tiempo aparecieron los primeros bares LGBT clandestinos de la ciudad. Las mujeres transgénero que se dedicaban al trabajo sexual habituaban la calle 18, así como la Primero de Mayo. Otro sector concurrido por la población LGBT guayaquileña era la Avenida Nueve de Octubre.
El aumento en la visibilidad LGBT en estos años acrecentó los abusos y detenciones por parte de las fuerzas del orden. Uno de los casos más mediáticos de violación de derechos humanos a personas LGBT ocurrió luego del nombramiento en 1979 de Abdalá Bucaram como Intendente de Policía de Guayas. Tras ser nombrado, Bucaram publicó un manifiesto conocido como «Los dieciséis mandamientos de Abdalá» en el que denunciaba a todas las personas que consideraba moralmente reprochables, como forma de escarnio público contra ellas. Al poco tiempo realizó una redada policial en Guayaquil en que detuvo a trabajadoras sexuales, hombres gais y mujeres transgénero, luego convocó a la ciudadanía a las calles y obligó a los detenidos a recorrer 25 cuadras caminando, desde el Cuartel Modelo hasta el Palacio Municipal, trayecto durante el cual los ciudadanos presentes los insultaron y les lanzaron objetos. En los años siguientes, Bucaram continuó cometiendo abusos y, en enero de 1980, prohibió a todo hombre llevar cabello largo, por lo que inició operativos en Guayaquil en que los policías cortaban el cabello a cualquiera que encontraran violando la disposición.
Esta visión negativa hacia la diversidad sexual era reproducida por los medios de prensa locales. Un ejemplo de ello ocurrió en un artículo aparecido a finales de la década de 1970 en la revista Caskabel Internacional, en el que se ofrecía una mirada escandalosa del lesbianismo y se lo describía como una amenaza que proliferaba en Guayaquil. El texto, titulado «El lesbianismo: Peligro que se cierne sobre Guayaquil», presentaba cuatro testimonios de supuestas mujeres lesbianas en que se señalaba el «odio a los hombres» y la insatisfacción sexual como posibles causas de sus «desvíos».
La represión contra las personas LGBT se recrudeció durante el gobierno del presidente conservador León Febres-Cordero Ribadeneyra (1984-1988). El 23 de mayo de 1985, Febres-Cordero creó los llamados Escuadrones volantes, un grupo de fuerzas de élite de la policía que cometió violaciones sistemáticas a los derechos humanos y actos de tortura contra personas que consideraban indeseables, entre ellos trabajadoras sexuales, personas pertenecientes a las poblaciones LGBT o cualquier hombre con características que ellos consideraran «afeminadas». El activista Gonzalo Abarca relató que las mujeres transgénero en particular eran golpeadas, violadas y torturadas. Como parte de un informe presentado por la Comisión Interamericana de Derechos Humanos, Mabell García, una activista trans sobreviviente de tortura, rememoró que solían ser llevadas al Cuartel Modelo y obligadas a «hacer actos aberrantes» por vestir ropa femenina. Otro testimonio fue relatado por el activista guayaquileño Fernando Orozco, quien en 1986 fue detenido por la policía por su orientación sexual, tras lo cual fue vendado, golpeado y dejado en una celda con presos peligrosos, donde fue violado.
El 15 de agosto de 1995, se registró de forma oficial la Fundación Amigos por la Vida (Famivida). La misma fue la primera organización LGBT en la historia de Guayaquil, aunque en un principio fue registrada como organización en favor de la prevención del VIH/sida, sin mencionar la defensa de los derechos LGBT, debido a que al momento de su creación la homosexualidad seguía siendo considerada como un delito en Ecuador.
Luego de la Redada del bar Abanicos, una incursión policial ocurrida en junio de 1997 en un bar LGBT de Cuenca en que varios de los detenidos sufrieron abusos y violaciones, activistas de Famivida se unieron a las agrupaciones LGBT Fedaeps, Coccinelle y Tolerancia, para formar un frente unificado con el propósito de lograr la despenalización de la homosexualidad en Ecuador. Tras acordar presentar una demanda de inconstitucionalidad contra el artículo que criminalizaba la homosexualidad, iniciaron una campaña de recolección de firmas de apoyo, requisito fundamental para presentar la demanda. A raíz de la campaña, el 17 de septiembre se realizó frente a la Corte de Justicia la primera manifestación pública de personas LGBT en la historia de Guayaquil. Entre las figuras importantes de la recolección de firmas en la ciudad estuvieron el chef Gino Molinari, así como el activista Ángelo Anastacio, en cuya casa, ubicada en la ciudadela Martha de Roldós, se realizaban reuniones entre activistas. El 25 de noviembre de 1997, el Tribunal Constitucional anuló el primer inciso del artículo 516 del Código Penal, con lo que despenalizó la homosexualidad en Ecuador.

### Años 2000
Aunque los últimos años del siglo XX trajeron una serie de conquistas legales para las poblaciones LGBT ecuatorianas, entre ellas la despenalización de la homosexualidad en 1997 y la inclusión de la orientación sexual como categoría protegida contra la discriminación en la Constitución de 1998, las personas LGBT en Guayaquil continuaron sufriendo actos de discriminación por parte de las autoridades durante los primeros años del siglo XXI.
Un caso recogido en un informe de Amnistía Internacional ocurrió el 28 de junio de 2000, cuando cerca de 300 personas, organizadas por la fundación Famivida, intentaron realizar por primera vez una marcha del orgullo en la urbe, pero fueron dispersadas por un grupo de 60 policías que lanzaron gas lacrimógeno contra ellas. Luego de ser dispersados por los gendarmes, muchos de los presentes escaparon hacia el bar LGBT Judah, pero la policía llegó poco después al sitio y realizó una redada junto con camarógrafos de la cadena televisiva Canal Uno, quienes grabaron a los detenidos. Durante los años siguientes, activistas solicitaron al alcalde de la ciudad, Jaime Nebot, permiso para realizar una marcha del orgullo, pero en reiteradas ocasiones el burgomaestre se negó y aseveró que «la sociedad no estaba preparada» para ese tipo de eventos.

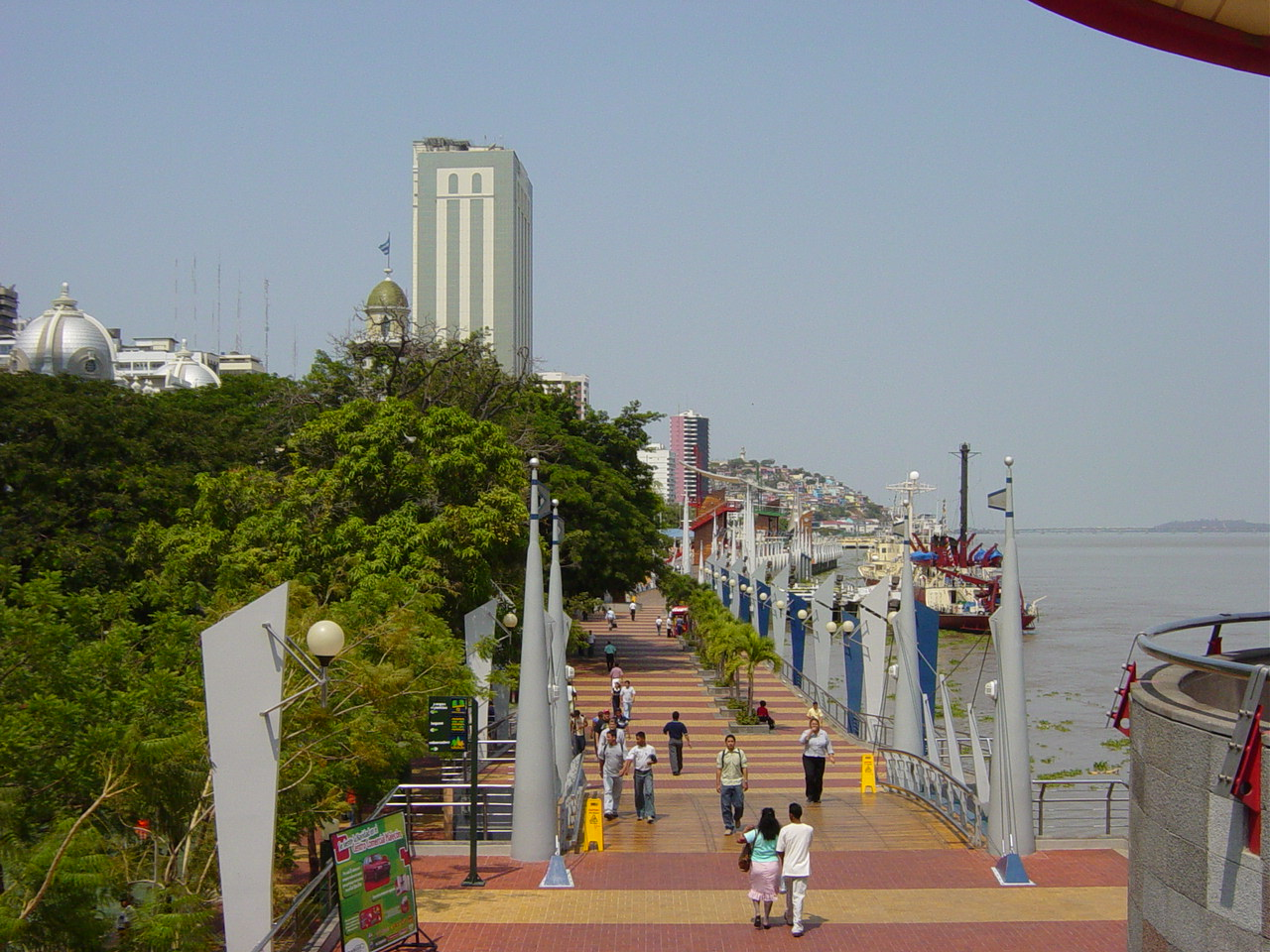
El Malecón 2000 fue uno de los sitios de los que se expulsaba a personas LGBT como supuesta defensa de «las buenas costumbres».

Durante esos años, la urbe se encontraba gobernada por miembros del Partido Social Cristiano, quienes habían iniciado un proceso de regeneración urbana que vio la creación de varias fundaciones cofinanciadas por el sector privado que pasaron a administrar atractivos turísticos, entre ellos el Malecón 2000. Estas fundaciones se encontraban integradas por miembros conservadores de las élites de la ciudad que empezaron a ejercer control sobre los espacios públicos que administraban en base a sus concepciones sobre la «moral y las buenas costumbres». De este modo, en sitios como el Malecón 2000 se colocaron letreros que indicaban que el «Malecón se reserva el derecho de admisión». En la práctica, las autoridades comenzaron a prohibir el ingreso de las personas que consideraban indeseables, entre ellas las personas LGBT visibles, además de las mujeres cisgénero dedicadas al trabajo sexual y los vendedores informales.
En 2001, la alcaldía de la ciudad publicó un reglamento interno sobre el acceso al área regenerada del Cerro Santa Ana que indicaba en su artículo 9, como una de las razones para prohibir el ingreso al sitio: «Mantenerse o deambular con vestimenta que atenten al decoro y buenas costumbres», lo que fue utilizado por los guardias municipales para expulsar a personas LGBT cuyas vestimentas dieran a notar su orientación sexual o identidad de género. En enero de 2004, el cabildo aprobó la Ordenanza Reglamentaria de la Zona de Regeneración Urbana del Centro de la Ciudad, que incluyó la misma frase en cuanto a la vestimenta y buenas costumbres, esta vez para ser aplicada en toda el área regenerada del centro de la urbe.
La detención arbitraria de mujeres transgénero también incrementó luego de la implementación del plan municipal conocido como Más Seguridad, que incluyó el patrullaje constante de áreas del centro de la ciudad para prevenir la delincuencia, pero que en la práctica servía para retirar personas «indeseables». Usualmente, las mujeres transgénero detenidas recibían luego acusaciones falsas de supuestamente alterar el orden público.
En abril de 2003, la fundación Famivida, a través de su director ejecutivo, el activista Neptalí Arias, denunció que el director del departamento de vigilancia del municipio de Guayaquil, Andrés Roche, había enviado una carta al alcalde Jaime Nebot en que le solicitaba que se aprobara una:

Prohibición para los gays y homosexuales de pasar por los nuevos sitios [y] que implementará constantemente operativos de control en la Nueve de Octubre, sectores aledaños y zonas sometidas a regeneración urbana para quienes ofendan públicamente el pudor con acciones o dichos indecentes y por salir vestidos de manera indecorosa a la vía pública.

Ante la acusación, Roche afirmó que su carta no debía leerse como «una norma radical» y que las personas LGBT podían «circular cuando quieran, pero lo que se prohíbe es la prostitución en las calles». Figuras de las élites guayaquileñas se mostraron a favor de la prohibición, como el historiador Efrén Avilés Pino, quien afirmó que «los gays aquí propician ¡el escándalo!, ¡el relajo! (...) lo que se buscó fue evitar que el malecón se convierta en un sitio de siete maricones donde había concursos de reinas». A raíz de las denuncias, las organizaciones de derechos humanos y los medios de prensa empezaron a recoger testimonios de abusos y el periodista Carlos Vera le cuestionó al alcalde Nebot si acaso no sabía que la homosexualdad había sido despenalizada, a lo que el alcalde contestó: «para mí la homosexualidad está despenalizada dentro de sus casas, pero en el centro no».
La discriminación también vino de parte del gobierno nacional. En julio de 2005, el gobernador de Guayas, Guido Chiriboga, inició un operativo policial permanente denominado «Caballero Rosa», con el objetivo de «erradicar la presencia de travestis y transexuales» en el sector del Barrio Orellana. El hecho fue denunciado por la fundación Famivida y la Defensoría del Pueblo debido a los abusos en el operativo en contra de las personas LGBT.
Estos abusos llevaron a que la comunidad LGBT de la ciudad se organizara y comenzara a actuar de forma conjunta para denunciar los casos de discriminación, lo que ayudó a que poco a poco se redujeran. También empezaron a organizar eventos como el festival artístico «Arte y Diversidad», que Famivida desarrolló desde 2006 en honor al Día Internacional del Orgullo LGBT y en el que se entregaban reconocimientos a personajes públicos de la comunidad LGBT local. La edición del festival de 2008 fue la primera en realizar un desfile, el mismo que recorrió la Avenida Delta y que se convirtió en la primera Marcha del Orgullo LGBT de Guayaquil. Desde 2008 empezaron además a aparecer los primeros negocios comerciales (que no fueran bares o discotecas) destinados a público LGBT de la urbe, mientras que en 2007 ocurrió la última detención conocida de travestis.
A principios de 2009, ocurrió otro caso de discriminación municipal cuando el director de justicia y vigilancia del cabildo clausuró sin dar explicación ocho bares y discotecas LGBT de la ciudad, entre ellas Vulcano, Plain Bar y Artemisa, a pesar de que siete de ellos contaban con los permisos necesarios para su funcionamiento. De acuerdo a un comunicado emitido más tarde por el municipio, las autoridades afirmaron que el cierre se habría dado por la presentación de espectáculos que «atentaban contra la moral» que incluían supuestos bailes de personas desnudas, lo que fue negado por los bares cerrados. Los dueños de las discotecas realizaron días después un plantón como forma de protesta y señalaron la ironía de que sus locales hubieran sido cerrados por supuestamente presentar bailes de hombres desnudos cuando en la ciudad habían incontables nightclubs con bailes de mujeres desnudas que funcionaban sin problemas. El cabildo aceptó reabrir los locales tras la cancelación de una multa.
En junio de 2009 la marcha del orgullo LGBT de Guayaquil se realizó por primera vez en el centro de la ciudad y tuvo el respaldo del gobierno nacional. El evento recorrió las avenidas Malecón y Olmedo y contó con la asistencia de la asambleísta Amanda Arboleda y los concejales municipales Gina Godoy y Octavio Villacreces. Cuando la marcha se acercó al sector del Municipio de Guayaquil, se encontró con un cordón de policías municipales que bloqueaban el paso. No obstante, la intercesión de las autoridades presentes permitió resolver el impase y que la marcha continúe sin contratiempos.

### Desde 2010
La década de 2010 inició con el retiro de uno de los últimos vestigios de discriminación municipal contra las personas LGBT, dado que, gracias a los constantes reclamos y plantones por parte de activistas LGBT de la ciudad, el municipio retiró en diciembre de 2010 los letreros que afirmaban que el cabildo se reservaba el derecho de admisión en sitios turísticos como el Malecón 2000 y que habían sido usados para expulsar a personas LGBT. No obstante, otras formas de discriminación continuaron, en particular en cuanto al reconocimiento de las parejas del mismo sexo.
A pesar de que la Constitución del Ecuador de 2008 había legalizado las uniones de hecho para parejas del mismo sexo, hasta mayo de 2012, solo 7 de las 30 notarías de la ciudad permitían las inscripciones. Tras una serie de discursos homofóbicos en iglesias luego de que un reportaje hiciera hincapié en este problema, un grupo de alrededor de 30 mujeres lesbianas realizaron un plantón de protesta en la Plaza Rocafuerte. Sin embargo, fueron desalojadas y golpeadas por policías metropolitanos, por lo que el hecho fue denunciado ante la Defensoría del Pueblo. Gracias a grabaciones de cámaras de seguridad ubicadas alrededor de la plaza, los denunciantes demostraron los abusos, por lo que la municipalidad aceptó que los policías metropolitanos recibieran cursos de sensibilización al trato de las personas LGBT, lo que fue el inicio de un cambio en la actitud de las autoridades locales hacia la diversidad sexual.

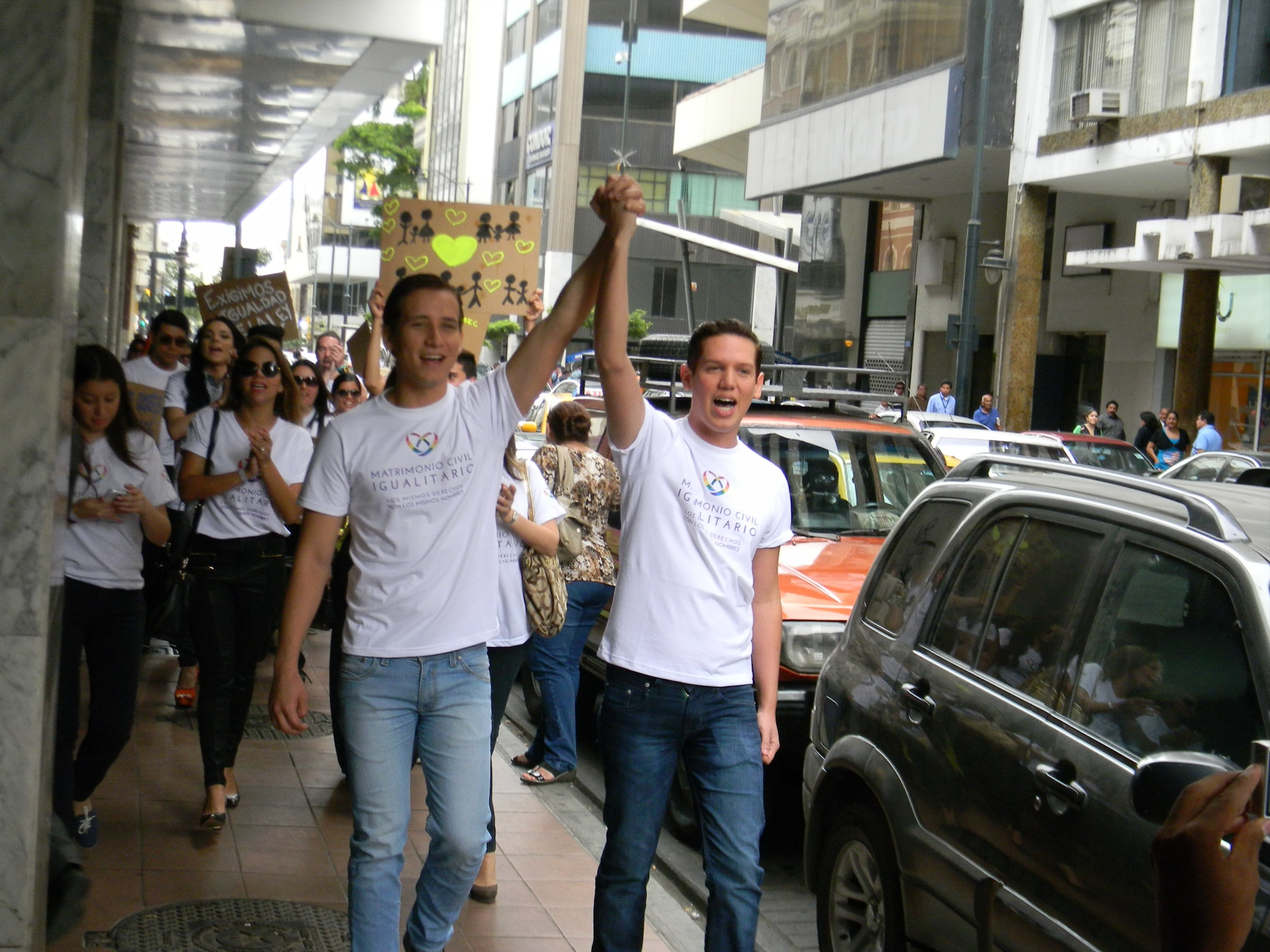
Marcha a favor del matrimonio entre personas del mismo sexo en 2013 en el centro de Guayaquil.

El 26 de noviembre de 2013, una pareja de hombres se presentó en el Registro Civil de Guayaquil con la intención de casarse, como parte del inicio de la campaña para legalizar el matrimonio entre personas del mismo sexo en Ecuador. La pareja caminó por las calles de la ciudad junto a una caravana de activistas y simpatizantes, entre los que destacó la activista Silvia Buendía y las actrices Erika Vélez y Doménica Menessini. Sin embargo, tres días después su petición fue negada bajo el argumento de que, al ser una pareja del mismo sexo, no cumplían los requisitos para casarse en base al artículo 67 de la Constitución y el 81 del Código Civil.
En 2015, un grupo de organizaciones LGBT y de derechos humanos se acercaron a la Municipalidad de Guayaquil para buscar la posibilidad de aprobar una ordenanza municipal en defensa de las personas pertenecientes a la diversidad sexual. Estas discusiones duraron dos años y llevaron a la aprobación de la Ordenanza para la Igualdad entre los Géneros, la Prevención de la Discriminación y la Erradicación de todas las formas de Violencia basada en Género, que tuvo lugar el 29 de agosto de 2017. Entre los puntos abordados por la ordenanza están el desarrollo de programas de capacitación para la ciudadanía y los servidores públicos sobre temáticas de género, así como la implementación de políticas de reparación para personas violentadas y la garantización de acceso al espacio público para todos, de este modo protegiendo a las poblaciones LGBT del tipo exacto de discriminación que años antes sufrieron a manos del gobierno local.

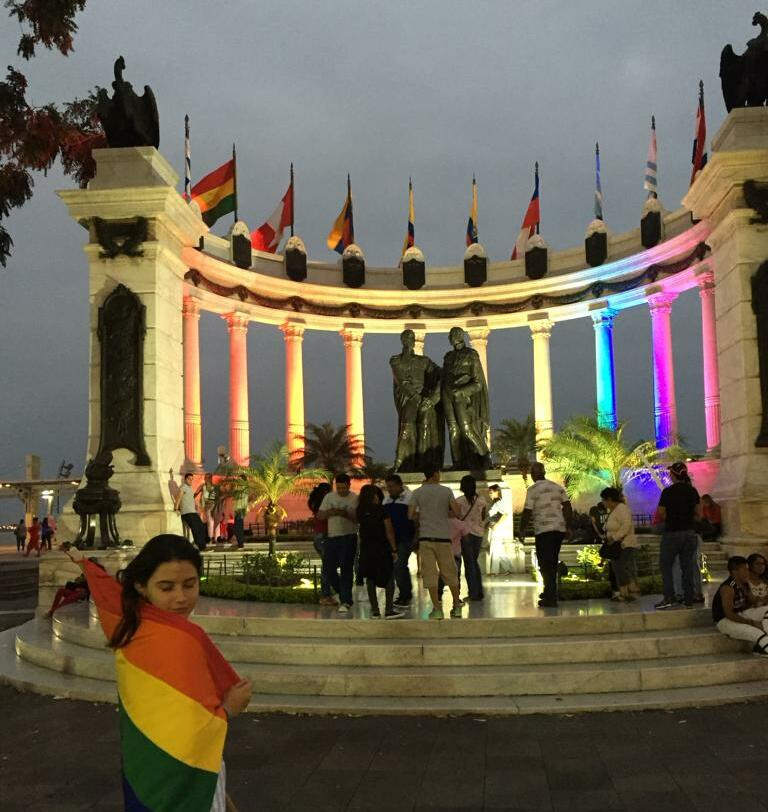
Hemiciclo de la Rotonda iluminado con los colores del orgullo LGBT.

La apertura por parte de la municipalidad de la ciudad hacia la diversidad sexual se mantuvo en años siguientes. El 1 de julio de 2017, la municipalidad iluminó con los colores de la bandera LGBT tres lugares icónicos de Guayaquil: el Hemiciclo de la Rotonda, la Torre The Point y la noria La Perla, como conmemoración del Día Internacional del Orgullo LGBT. Días después, el alcalde Jaime Nebot aseveró que Guayaquil era una ciudad de respeto y que el haber iluminado los sitios turísticos con los colores de la bandera LGBT era un reflejo de esa posición.
El 12 de junio de 2019, la Corte Constitucional emitió un dictamen con el que legalizó el matrimonio entre personas del mismo sexo en Ecuador. Luego de que la decisión entrara en vigencia, Guayaquil se convirtió en el escenario del primer matrimonio entre personas del mismo sexo en el país. El hecho tuvo lugar el 18 de julio de 2019 y fue entre la pareja de mujeres conformada por Michelle Avilés y Alexandra Chávez, quienes contrajeron nupcias en las instalaciones del Registro Civil de la urbe, en la intersección de las avenidas 9 de Octubre y Pedro Carbo. El primer matrimonio entre dos hombres también ocurrió en la ciudad. El mismo tuvo lugar el 25 de julio de 2019 y tuvo como contrayentes a Giovanny Vareles y Borys Álvarez.

## Ocio y cultura
Los establecimientos de entretenimiento LGBT tuvieron su origen en Guayaquil a finales de la década de 1970, cuando aparecieron los primeros bares LGBT clandestinos. De particular importancia fue la discoteca LGBT Vulcano, que fue inaugurada en 2002 y se convirtió en el sitio de entretenimiento más popular entre las poblaciones pertenecientes a la diversidad sexual de la ciudad. La discoteca, que se ubicaba entre las calles Rocafuerte y Padre Aguirre, fue pionera en la presentación de espectáculos de drag queens en Guayaquil.
Tras el cierre de Vulcano, su lugar fue ocupado por discotecas como Atenea. Otras discos y bares LGBT de las primeras décadas del siglo XXI fueron los establecimientos Artemisa, Plain Bar, Retro e Ibiza. En años recientes, han trascendido discotecas como Monalisa, así como las fiestas LGBT de La Vista, que contaban con artistas internacionales y se realizaban en sitios como el Malecón del Salado o el Centro de Convenciones.

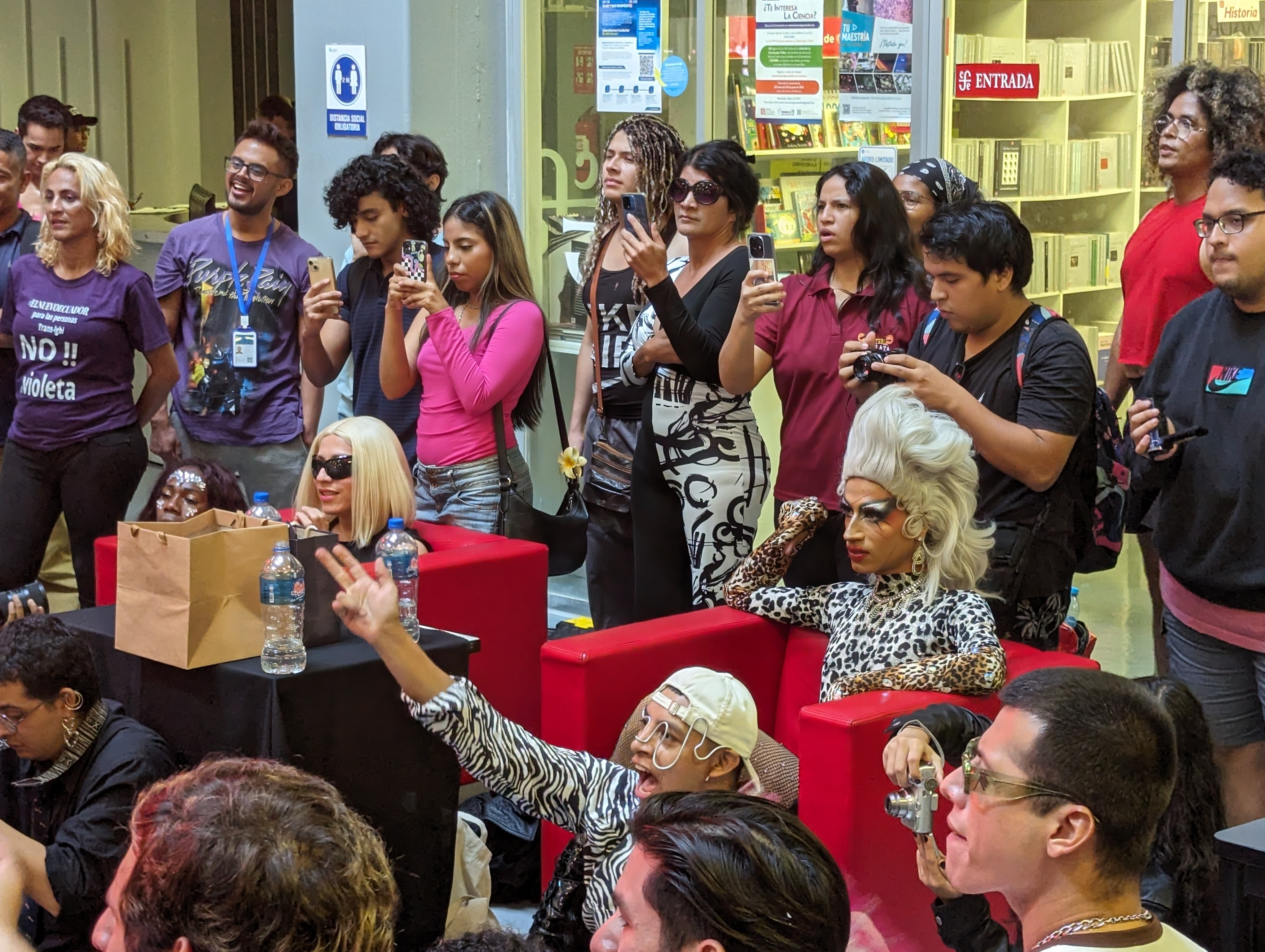
Evento de transformismo y vogue realizado en Guayaquil en 2024.

El transformismo guayaquileño tiene entre sus exponentes actuales a artistas como Nebraska Ruilova. Adicionalmente, existe un colectivo artístico drag llamado Haus of Locas, que realiza presentaciones permanentes en distintos establecimientos de la urbe.
Del lado del teatro, obras de temática LGBT se han presentado en la ciudad en años recientes en instituciones culturales como el Teatro Centro de Arte, en donde se puso en escena la obra inglesa Cock. El Estudio Paulsen, inaugurado en 2017, ha presentado varias obras teatrales con tramas LGBT, entre ellas El ornitorrinco, Nuestra boda: las obras del matrimonio gay y Del amor y otros traumas. El actor guayaquileño no binario Adrián Avilés, por su lado, ha escrito y puesto en escena obras como Tu madre, en la que actuó en 2022 junto a la actriz Ruth Coello. También creó y actuó en el stand up Inventada, un espectáculo en honor del Día Internacional del Orgullo LGBT.

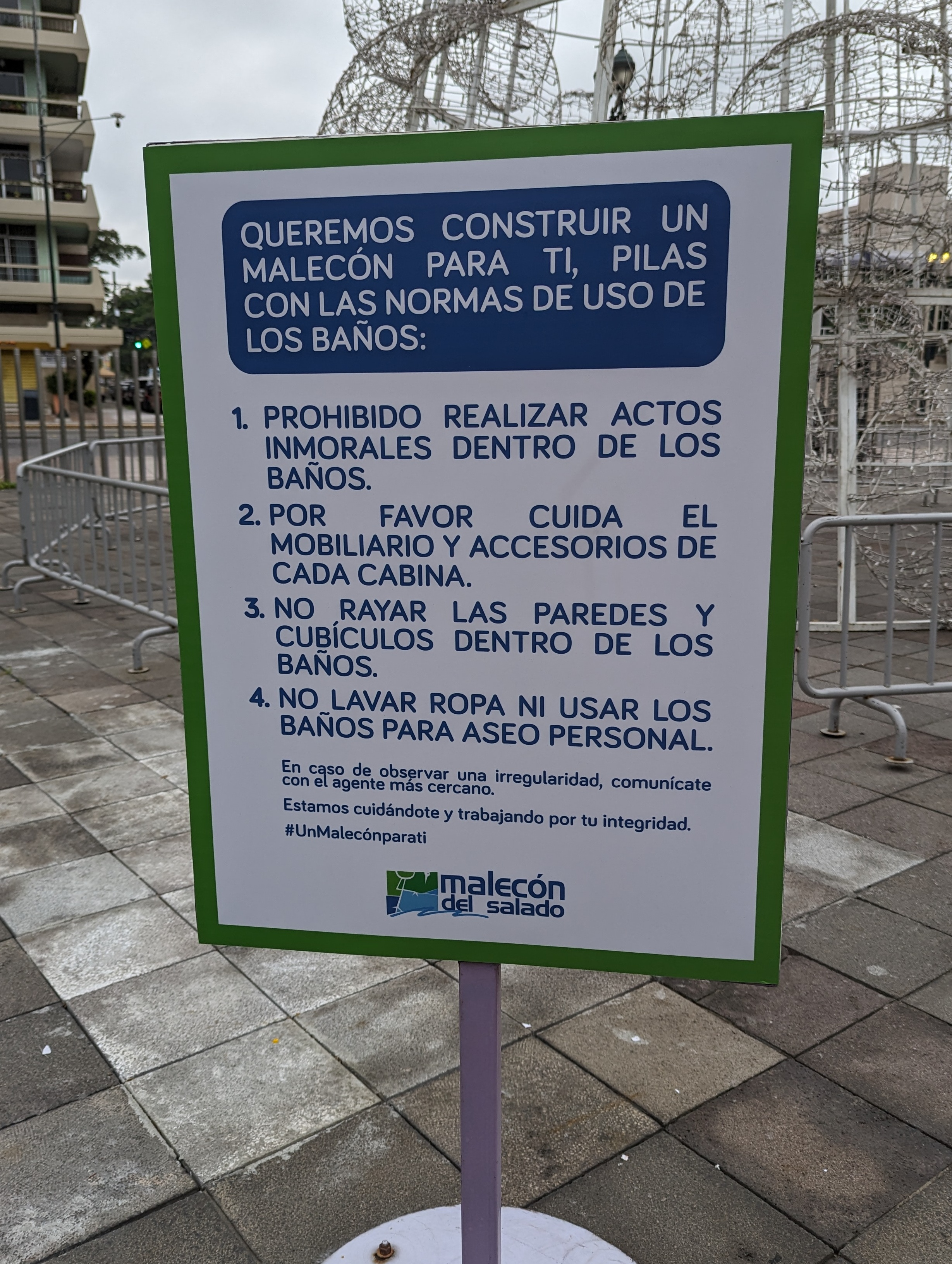
Letrero en el Malecón del Salado que incluye una referencia al cruising.

### Cruising
Aunque el advenimiento de aplicaciones de citas en línea ha facilitado la búsqueda de personas LGBT para entablar relaciones amorosas o sexuales, Guayaquil aún cuenta con lugares en que algunos hombres homosexuales suelen tener encuentros sexuales anónimos en espacios públicos, práctica conocida como cruising. Los lugares más concurridos para ello son el Parque Samanes y los baños de sitios como el Malecón 2000, el Malecón del Salado y de centros comerciales. Personas que realizan esta práctica suelen compartir en redes sociales los sitios de encuentro a la espera de interesados.
El cruising no es una actividad criminalizada en Guayaquil. No obstante, la práctica ha generado quejas por parte de transeúntes que se percatan de los encuentros. En 1992, la municipalidad de la ciudad aprobó una ordenanza sobre uso del espacio y vía pública que prohibía la «satisfacción de necesidades corporales» en lugares públicos. No obstante, la misma fue declarada inconstitucional en 1996.

## Eventos

### Marcha del Orgullo LGBT de Guayaquil

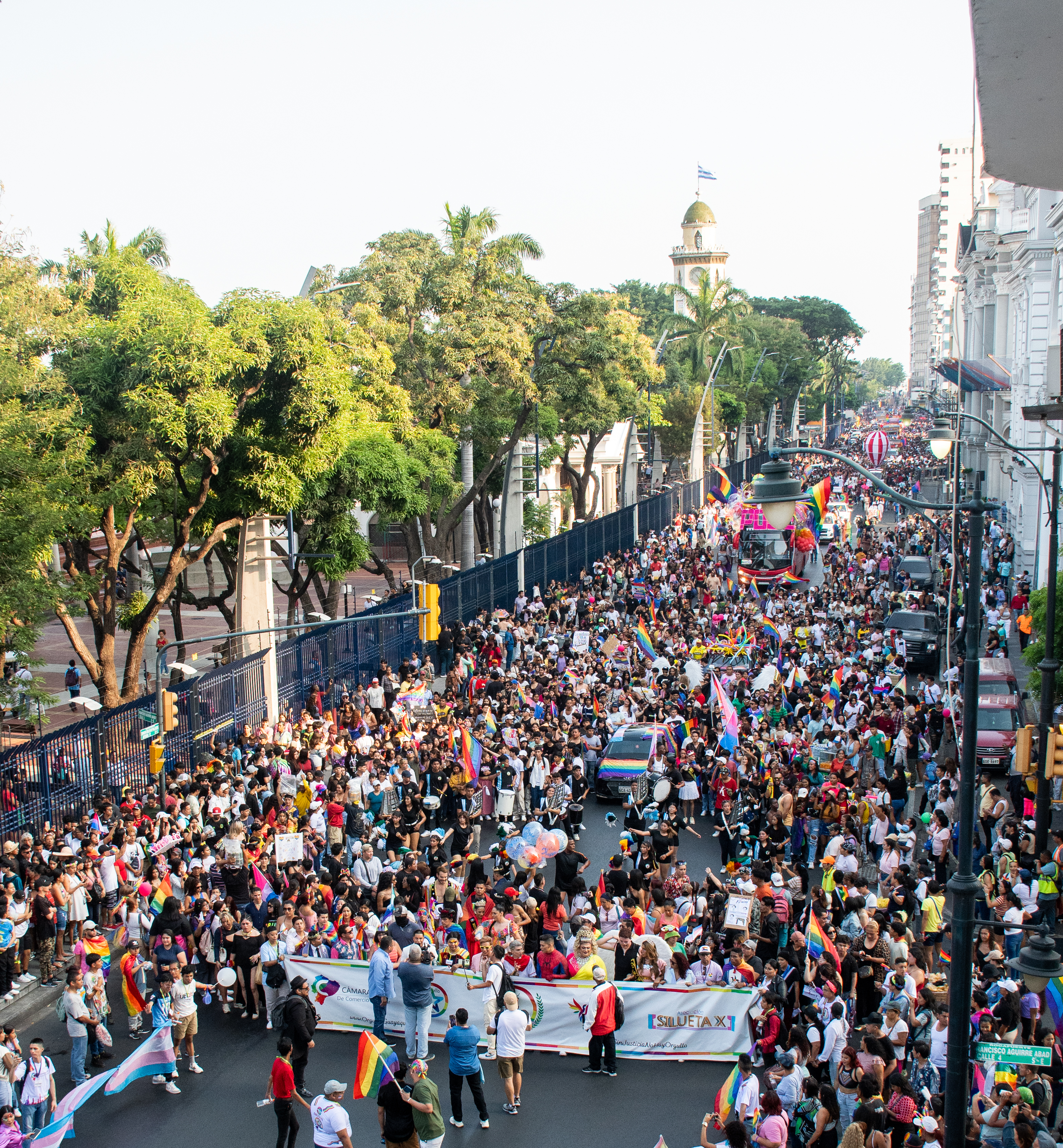
Edición de 2024 de la Marcha del Orgullo LGBT de Guayaquil.

La Marcha del Orgullo LGBT de Guayaquil es una manifestación que se celebra de forma anual en el marco del Día Internacional del Orgullo LGBT para conmemorar la lucha por los derechos de las personas pertenecientes a la diversidad sexual. La marcha inicia a la altura de la Avenida Olmedo y finaliza en el Parque Centenario, en un recorrido con una extensión de alrededor de dos kilómetros y medio.
Durante la marcha participan carrozas alegóricas y tienen lugar shows musicales y bailes. La asistencia al evento ha ido creciendo de forma paulatina y hoy en día es uno de los desfiles anuales más concurridos de la ciudad, con la edición de 2023 alcanzado cerca de 40 000 personas. Entre las figuras públicas que han asistido se cuentan autoridades como la prefecta de la provincia, asambleístas y concejales municipales.
La historia de la marcha se remonta al festival «Arte y Diversidad», organizado por la fundación Famivida en la ciudadela Kennedy de 2006 a 2008. Esta última edición contó con un desfile que recorrió la Avenida Delta y se convirtió en la primera marcha del orgullo en la historia de la ciudad. La edición de 2009 fue la primera en desarrollarse en el centro de la urbe y contó con el apoyo del gobierno nacional. Desde 2014, la municipalidad de Guayaquil empezó a otorgar los permisos para desarrollar la marcha, dado que en ediciones anteriores solo se había recibido autorización de la Intendencia de Policía.
En la actualidad, la marcha es organizada por un comité conformado por agrupaciones a favor de los derechos LGBT, entre las que se encuentran Asociación Silueta X, Asociación Transmasculinos del Ecuador, Colectivo GLBTI Milagro, Colectivo GLBTI Nobol y Colectiva Transfeminista.
La edición de 2023 sufrió complicaciones cuando el alcalde de la ciudad, Aquiles Álvarez, negó los permisos para que la marcha se desarrolle en el centro de la urbe bajo el argumento de que el evento generaría tráfico y sugirió que pasara al Parque Samanes. Organizaciones LGBT rechazaron esta sugerencia y afirmaron que se trataba de un intento de desplazar a las personas LGBT al enviarlas a un sector a las afueras de la ciudad, sin garantías en cuanto a seguridad o iluminación. Ante la negativa del alcalde de reconsiderar la decisión, se presentaron acciones de protección en su contra, que fueron resueltas a favor de los organizadores de la marcha, por lo que la misma se desarrolló sin contratiempos por el recorrido habitual.

### Otros eventos

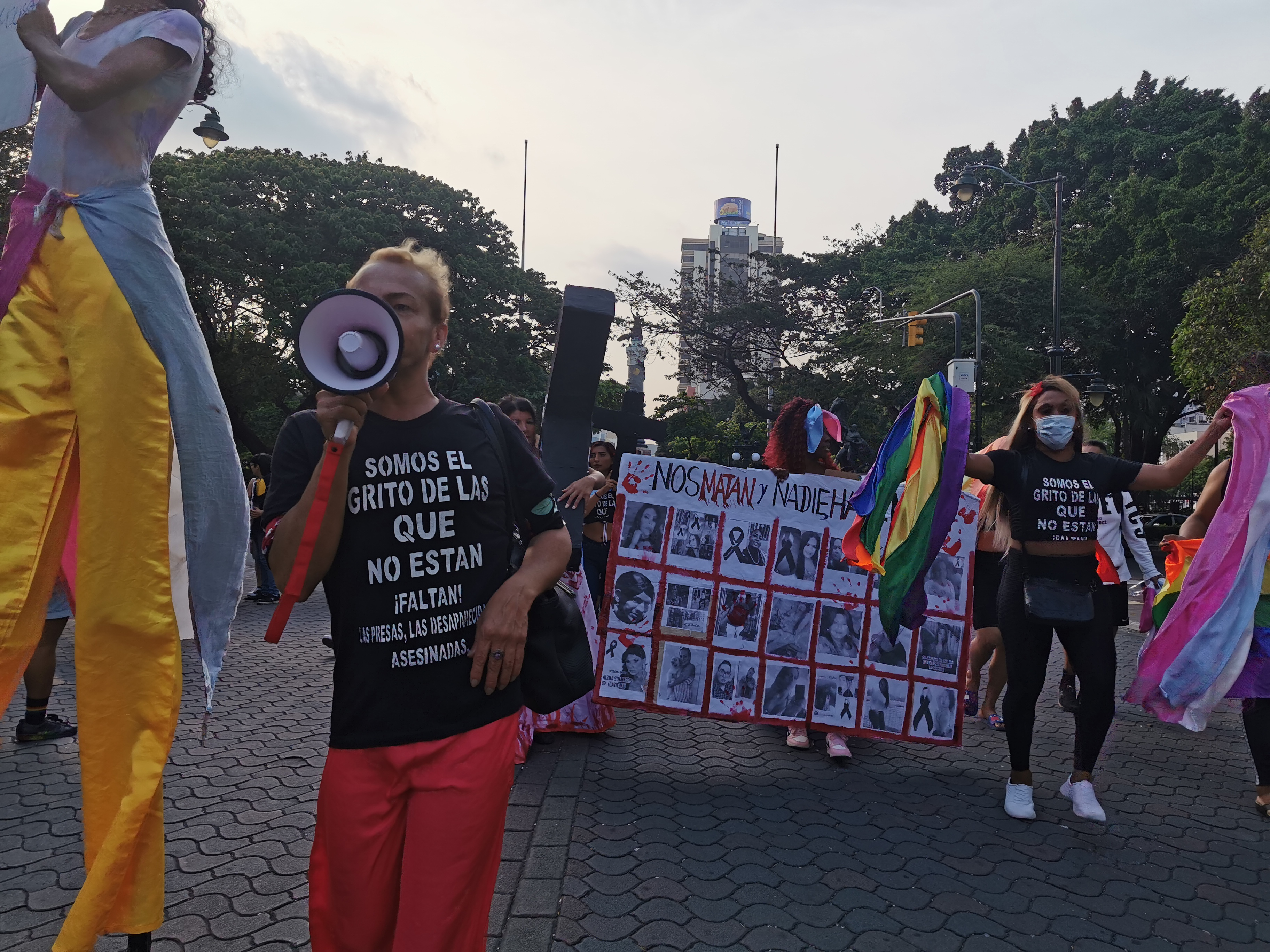
Edición de 2023 de la Marcha Nacional Trans en Guayaquil.

Desde 2021, cada año se desarrolla en Guayaquil una edición de la Marcha Nacional Trans de Ecuador, también conocida como la Marcha del Orgullo Trans, como conmemoración del Día Internacional de la Memoria Transgénero y de la despenalización de la homosexualidad en el país, que se recuerda el 25 de noviembre. La Marcha Nacional Trans inició en Quito en 2020. Ese año, en Guayaquil se realizó una manifestación en el Parque Centenario. A partir del año siguiente, cada noviembre se ha desarrollado una marcha como parte de esta conmemoración en la ciudad.
Guayaquil es además una de las sedes anuales del Festival Internacional de Cine LGBT El Lugar Sin Límites, que se creó con el objetivo de generar nuevos espacios para las poblaciones LGBT ecuatorianas distintos a discotecas o sitios similares. Entre los espacios que han acogido al festival se cuentan el cine del Museo Antropológico y de Arte Contemporáneo y el núcleo Guayas de la Casa de la Cultura Ecuatoriana.

## Instituciones y organizaciones LGBT

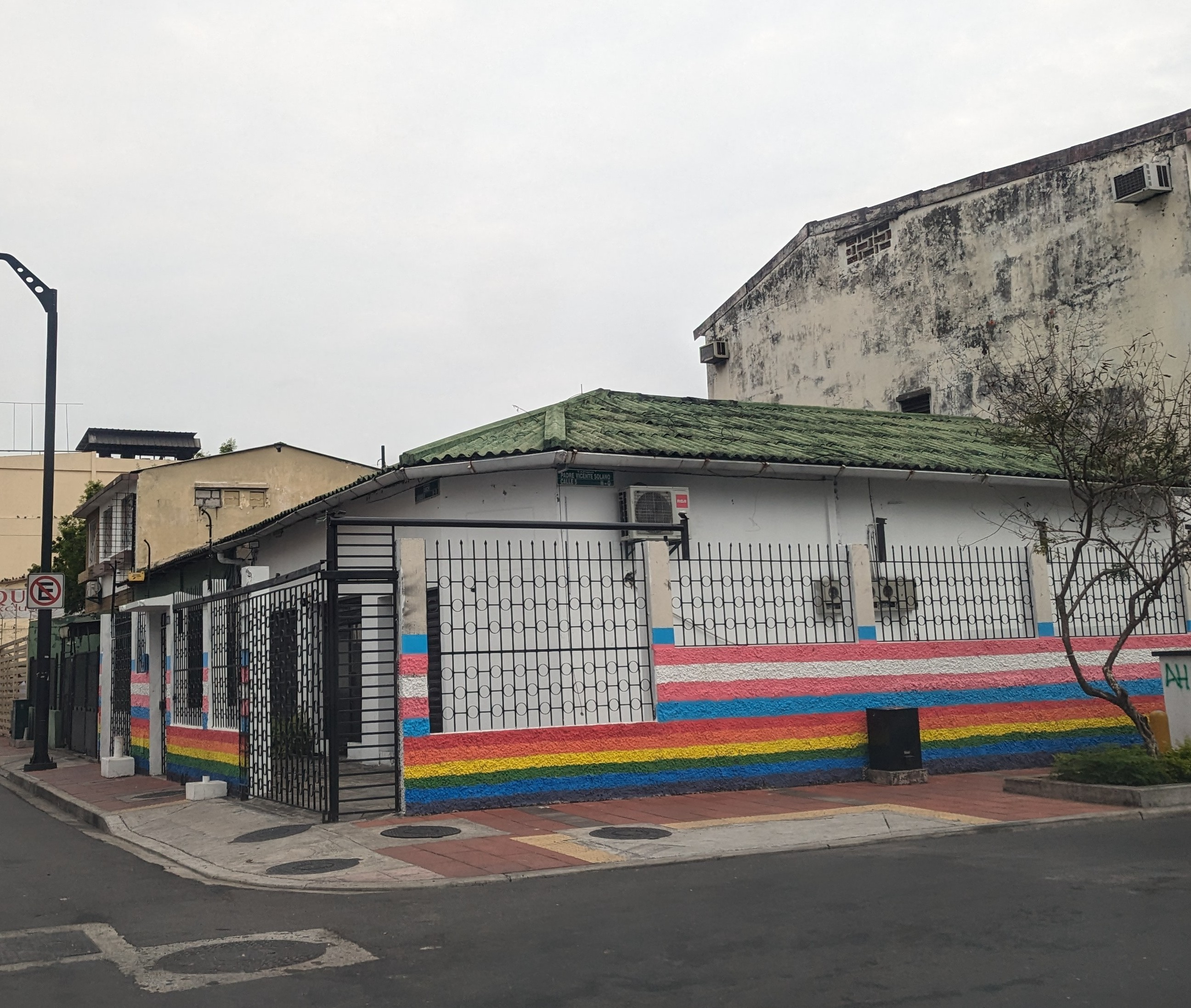
Instalaciones de la Asociación Silueta X, en el centro de Guayaquil.

Existen numerosas organizaciones enfocadas en las poblaciones LGBT en Guayaquil. Entre ellas se puede mencionar a la Asociación Silueta X, cuya sede se ubica en el centro de la ciudad y que es una de las agrupaciones organizadores de la Marcha del Orgullo LGBT de Guayaquil. La asociación lleva a cabo programas como un banco de homornización para personas transgénero y realiza campañas de activismo político para promover cambios legales a favor de las poblaciones sexualmente diversas.
Desde 2017, un grupo de organizaciones LGBT de la ciudad administra de forma conjunta el espacio denominado Casa de la Diversidad, ubicado entre las avenidas Esmeraldas y Nueve de Octubre y que funciona como espacio de discusión estratégica y de impartición de talleres sobre género y diversidad sexual, además de contar con un bar y una biblioteca de libros de temática LGBT. Las organizaciones que se unieron en el proyecto fueron la Alianza Igualitaria, Mujer & Mujer, Caballeros Transmasculinos y Diverso Ecuador.

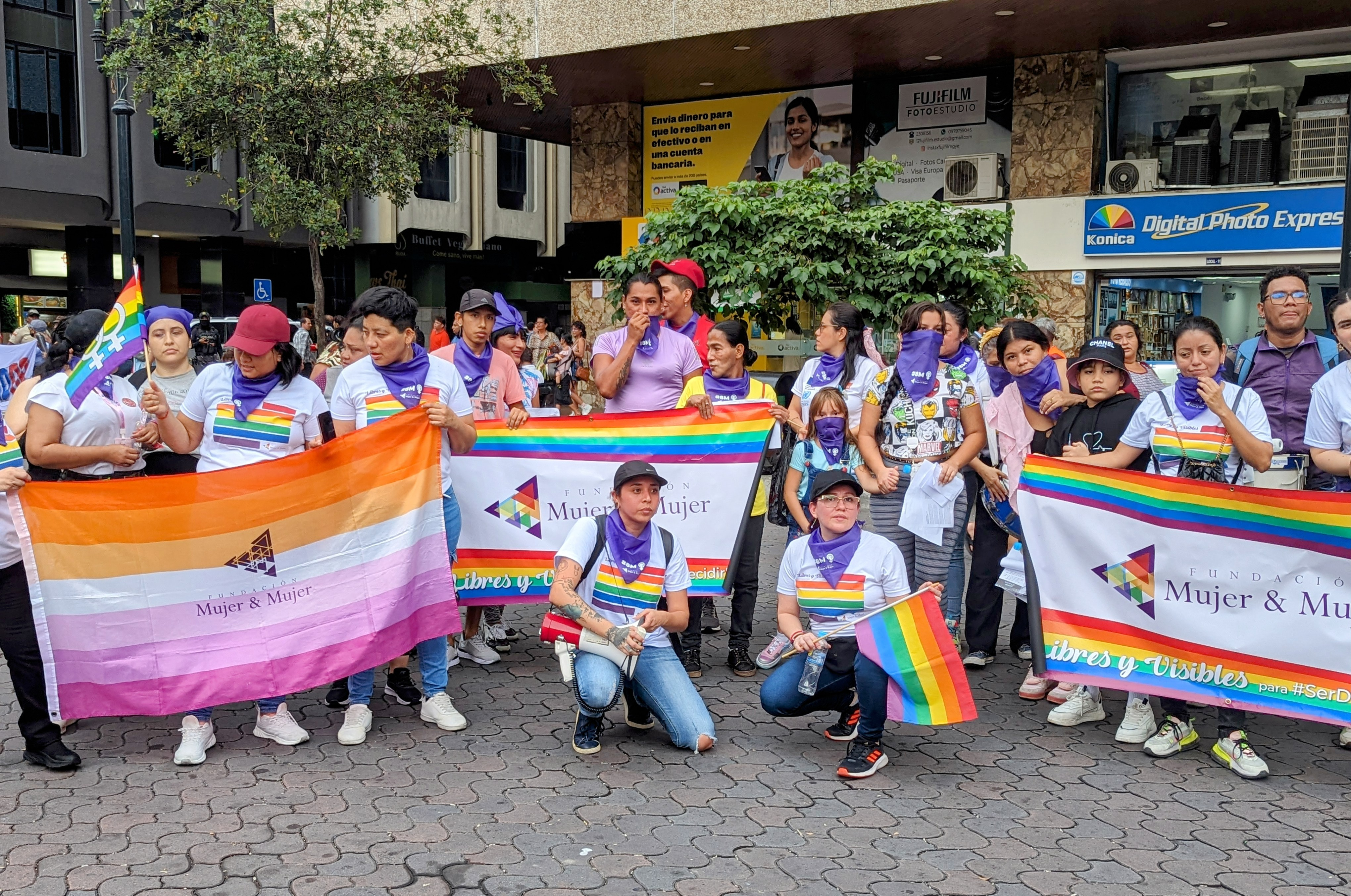
Activistas de Mujer & Mujer durante una marcha en Guayaquil en 2024.

También existen espacios de acogida, centrados principalmente en la población transgénero. La Casa de las Muñecas abrió sus puertas en septiembre de 2017 y desde entonces se convirtió en un espacio de refugio para mujeres transgénero sin hogar, en el que les imparten cursos de belleza y les capacitan sobre acceso efectivo a derechos, educación sexual y salud. Otro espacio similar es la casa de acogidas Dejando Huellas, ubicada en el populoso sector de Flor de Bastión y que también se centra en la ayuda a mujeres transgénero.
En 2021, el centro cultural LGBT y feminista Guayaqueer abrió sus puertas en el centro de la ciudad. El mismo se concibió como un espacio de rescate histórico, debate y promoción artística para propuestas, proyectos y emprendimientos desde las poblaciones locales de la diversidad sexual.

## Aceptación social
La aceptación hacia las personas LGBT por parte del resto de la población de Guayaquil se ha incrementado de forma considerable en las últimas décadas. No obstante, aún existen casos de discriminación contra parejas del mismo sexo por tener muestras de afecto en espacios públicos, en su mayoría imputados al desconocimiento de personas sobre las protecciones legales que hoy en día protegen a las personas pertenecientes a la diversidad sexual, como la Ordenanza para la Igualdad de los Géneros, la Prevención de la Discriminación y la Erradicación de todas las Formas de Violencia de Género, aprobada en 2017. En un reportaje realizado por diario Expreso en 2022, personas LGBT de la ciudad afirmaron aún ser objeto de miradas y burlas al acudir de forma visible con sus parejas a lugares públicos, por lo que muchas prefieren limitar las muestras de afecto.
En marzo de 2021, una pareja de mujeres fue amonestada por un guardia de seguridad en el parque de Los Ceibos que afirmó que los besos entre parejas del mismo sexo eran «inapropiados». Tras realizar un plantón en el lugar y elevar un reclamo al presidente del comité de Los Ceibos, el mismo afirmó que se realizaría una campaña entre los guardias del sector para evitar que volvieran a emitir comentarios discriminatorios. Un acto de discriminación similar ocurrió en mayo de 2022, cuando un guardia de un bar en el sector de Samborondón expulsó a una pareja de hombres al aseverar que no estaba permitido que las parejas del mismo sexo bailaran. Luego de que la Secretaría de Derechos Humanos se pronunciara en contra del accionar del guardia, el bar emitió un comunicado en el que afirmó que investigarían los hechos y tomarían «los correctivos necesarios».
En 2022, la consultora internacional Ipsos realizó una encuesta sobre la aceptación de la diversidad sexual en Ecuador. Los resultados arrojaron que una pluralidad de personas en Guayaquil no mostraba ni apoyo ni rechazo a las personas LGBT. La primera pregunta cuestionaba sobre el apoyo a que las personas LGBT sean «abiertas sobre su orientación sexual o identidad de género» y el 38.3 % de los encuestados en la ciudad afirmó apoyarlo fuertemente. Sobre la apertura a que las parejas LGBT puedan tener muestras de afecto en público, el 28.9 % de la población lo apoya fuertemente, el 42.3 % no lo apoya ni se opone y el 29.3 % afirmó oponerse fuertemente. En cuanto a la existencia de leyes para prohibir la discriminación hacia las personas LGBT, solo el 14.2 % de guayaquileños dijo oponerse fuertemente a las mismas. Los resultados en Guayaquil fueron en general inferiores en cuanto al apoyo a personas LGBT en comparación con Quito. Además, los resultados arrojaron una gran diferencia en cuanto a aceptación entre generaciones, con el apoyo a la población LGBT siendo mucho más alto en la generación Z y más bajo en la generación X y la de los baby boomers.